# Lysipomia acaulis
Lysipomia acaulis là loài thực vật có hoa trong họ Hoa chuông. Loài này được Kunth mô tả khoa học đầu tiên năm 1819.